# 法雅克拉勒朗克
法雅克拉勒朗克（法語：Fajac-la-Relenque，法語發音：[faʒak la ʁəlɛ̃k] ⓘ）是法国奥德省的一个市镇，属于卡尔卡松区。

## 地理
法雅克拉勒朗克（43°16'48"N, 1°43'27"E）面积3.51 平方千米，位于法国奧克西塔尼大區奥德省，该省份为法国南部沿海省份，北起塔恩省，西北接上加龙省，西接阿列日省，南至东比利牛斯省，东临地中海，东北与埃罗省接壤。
与法雅克拉勒朗克接壤的市镇（或旧市镇、城区）包括：拉卢维耶尔洛拉盖、马尔坎、莫朗迪耶、埃尔斯河畔萨勒、日贝勒。

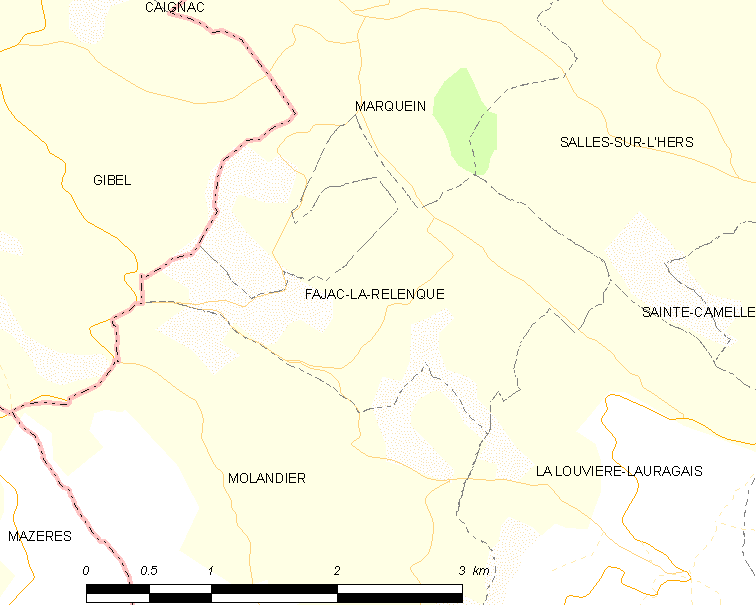
法雅克拉勒朗克的OSM定位图

法雅克拉勒朗克的时区为UTC+01:00、UTC+02:00（夏令时）。

## 行政
法雅克拉勒朗克的邮政编码为11410，INSEE市镇编码为11134。

## 政治
法雅克拉勒朗克所属的省级选区为拉皮耶日欧拉泽斯县。

## 人口

1962-2008年间法雅克拉勒朗克人口变化图示

法雅克拉勒朗克于2022年1月1日时的人口数量为51人。